# 王少姬
王少姬（6世紀—580年代），琅邪郡临沂县人，南梁侍中、丹阳尹、卫尉卿王琳孙女，南梁金紫光禄大夫王固之女，南陈废帝陈伯宗皇后。
天嘉元年（560年），为皇太子妃，566年，陈伯宗即位，立为皇后。生皇太子陈至泽。568年，皇叔安成王陈顼废陈伯宗为临海王，王少姬为临海王妃。至德年间，王少姬去世。

## 延伸阅读
[在维基数据编辑]
 《陳書·卷7》，出自姚思廉《陳書》
 《南史·卷12》，出自李延壽《南史》